# Lethrus geminatus
Lethrus geminatus là một loài bọ cánh cứng trong họ Geotrupidae. Loài này được Kraatz miêu tả khoa học năm 1882.